# Ідея фікс
Іде́я фікс (фр. idée fixe — укр. нав'язлива ідея, одержимість, обсцесія) — невідступна, настирлива, «надцінна» ідея, настирлива думка.
Поняття психології та психіатрії, що позначає явище, виділене у 1892 році як окремий психічний розлад німецьким психіатром Карлом Верніке. Це судження, яке виникає в результаті реальних обставин, але супроводжується надмірним емоційним напруженням і переважає у свідомості над усіма іншими судженнями. Людину охоплює надмірна одержимість у досягненні якої-небудь мети. Часто при досягненні цієї мети у людини відбувається катарсис.
У сучасній психіатрії розглядається як один із синдромів психічного розладу.

## Передумови
Згідно зі спеціалістом з інтелектуальної історії Яном Гольдштейном, початкове вживання «ідеї фікс» як медичного терміну відбулося приблизно 1812 року в контексті мономанії. На думку французького психіатра Жана-Етьєна Домініка Ескіроля це нездорова зосередженість на одному об'єкті — основний симптом мономанії. Термін вже вживався поза психіатричним дискурсом у літературній мові. 1830 року Гектор Берліоз вжив його у музичному контексті у своїй програмній «Фантастичній симфонії» (з підзаголовком «Епізод із життя художника…») для позначення повторюваної мелодії, яка покликається на романтичну одержимість (або еротоманію) композитора актрисою Гарієт Смітсон. Приблизно у 1820-х і 1830-х роках поняття «ідея фікс» і мономанії стали міцно асоціюватися з романтизмом у літературі, й одержимі головні герої з'являються у різноманітних тогочасних романах і п'єсах, починаючи від серйозних і закінчуючи майже гумористичними.
У XIX — на початку XX століть ідея фікс описувала більш специфічний стан мономанії (термін, що позначав ширший спектр патологій, які випливають не лише з однієї патології). Друга відмінність — жертва ідеї фікс не усвідомлювала нереальності свого настрою, тоді як жертва мономанії могла усвідомлювати. Водночас це поняття розглядалося як форма неврозу або мономанії. Гольдштейн стверджував, первинний медичний діагноз мономанія «позначав ідею фікс як патологічну одержимість при здоровому глузді».
Ідея мономанії як діагнозу розвинув Есквіроль у праці «Des Malades Mentales» (1839) і поєднана з працею 1845 року Вільгельма Ґрізінгера, який розглядав «кожну окрему ідею фікс [як] вираження глибокого розладу психічної індивідуації і, ймовірно, показник початкової форми манії».
«Патологізація» політичних переконань використовувалася для дискредитації політичних анархістів. Подальша історична еволюція терміну була значною мірою заплутана у зв'язку з залученням психологів у правові питання, такі як захист від неосудності, що підтверджується низкою праць.

## Сучасність
У більшості контекстів ідея фікс стосується одержимості або пристрасті, на яких людина зосереджена. Однак цей термін також має патологічний вимір, що позначає серйозні психологічні проблеми. Патологія — це те, що визначається в психології і праві.
Ідея фікс виникла як вихідна категорія одержимості, у контексті нав'язливості думки ідея фікс нагадує сучасний обсесивно-компульсивний розлад. Хоча постраждала людина може думати, розмірковувати та діяти, як інші люди, вона не в змозі зупинити певний хід думок чи дій. Однак при обсесивно-компульсивному розладі пацієнт усвідомлює абсурдність своєї одержимості чи примусу, чого може не бути у випадку з ідеєю фікс (як правило, це маячення). Сьогодні термін не позначає конкретний розлад у психології та не міститься у в «Діагностичному і статистичному посібнику з психічних розладів». Він досі вживається як описовий термін, зустрічається в словниках з психології.